# Ivan Hrdlička
Ivan Hrdlička (Bratislava, 20 de novembro de 1943) é um ex-futebolista profissional eslovaco que atuava como meia.

## Carreira
Ivan Hrdlička fez parte do elenco da Seleção Checoslovaca de Futebol, na Copa de 70.